# La Ronde (Francia)
La Ronde è un comune francese di 1 027 abitanti situato nel dipartimento della Charente Marittima nella regione della Nuova Aquitania.

## Società

### Evoluzione demografica
Abitanti censiti